# Les Tonils
 Les Tonils  es una población y comuna francesa, en la región de Ródano-Alpes, departamento de Drôme, en el distrito de Die y cantón de Bourdeaux.

## Demografía
| 10 | 10 | 14 | 20 | 20 | 20 |
| Para los censos de 1962 a 1999 la población legal corresponde a la población sin duplicidades (Fuente: INSEE [Consultar]) |    |    |    |    |    |